# پور (شاه)

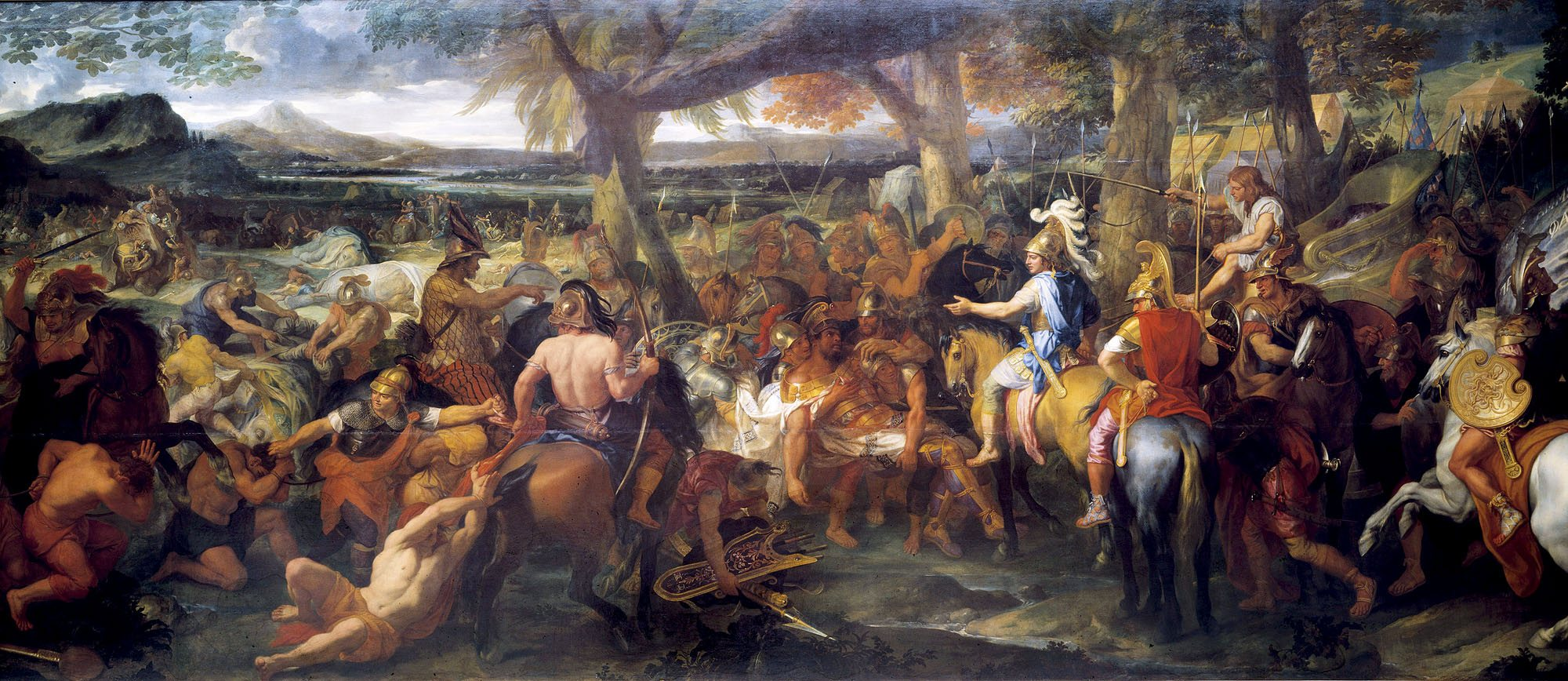
اسکند و پور، نقاشی از شارل لابرون.

پور یا فور (سانسکریت: पुरुषोत्तम پوروشَتَمه، لاتین: Pōrus، یونانی، Πῶρος) شاه پادشاهی کهن پوراوا در هندوستان بود که در منطقه پنجاب کنونی در میان رودهای جهلم و چناب قرار داشت.
پور در سال ۳۲۶ پیش از میلاد در نبردی بزرگ در کنار رود جهلم با سپاه اسکندر مقدونی جنگید.
در متون فارسی او را پادشاه قنوج نوشته‌اند و در شاهنامه از او و نبردش با اسکندر بارها با نام فور نام برده شده‌است.
در متون قدیمی فارسی وصف او چنین آمده‌است:
پور نام یکی از ملوک قدیمه هند. وی در زمان استیلای اسکندر مقاومتی کرد، ولی به اسارت افتاد. وقتی که او را به حضور اسکندر بردند از وی پرسید: «می خواهی که با تو چه معامله کنم ؟» گفت: «معاملهٔ شاهانه» این پاسخ موافق طبع اسکندر افتاد و از سر خون او در گذشت و ممالک وی را با بعض نواحی دیگر بدو بخشید. پور نیز در ازاء این محبت به تسهیل فتوحات او کمک کرد. اما پس از وفات اسکندر سرداران وی بر او نبخشودند و او را به قتل رسانیدند.

## فور (پور) در شاهنامه فردوسی
بنا بر شاهنامه فردوسی  اسکندر پس از مصالحه با کید در ادامه کشورگشایی نامه‌ای به فور می‌فرستد و خواستار پرداخت باج می‌‌شود:
| چو آورد لشکر به نزدیک فور |  | یکی نامه فرمود پر جنگ و شور |

فور نامه را با تندی پاسخ می‌دهد. که تسلیم اسکندر نمی‌شود، که این سرآغازی بر جنگ می‌گردد.:
| چو آن نامه برخواند فور سترگ |  | برآشفت زان نامدار بزرگ |

اسکندر که پی به قدرت سپاه فور برده بود و می‌دانست که در سپاه فور تعداد زیادی پیل جنگی وجود دارد، چاره را در به‌کارگیری نفت و آتش می‌یابد. زمانی که دو لشکر به‌هم می‌رسند، پیلان از آتش می‌گریزند و سپاه فور فرار می‌کند. جنگ همچنان در روزهای بعد ادامه دارد. با ادامه بی نتیجه جنگ اسکندر درخواست مبارزه تن‌به‌تن به فور را می‌دهد و فور آن را می‌پذیرد. در جنگ تن‌به‌تن اسکندر از لحظه‌ای غفلت فور استفاده می‌کند و او را از پای در می‌آورد. 
| سکندر بدو گفت کای نامدار    |  | دو لشکر شکسته شد از کارزار    |
| همی دام و دد مغز مردم خورد  |  | همی نعل اسپ استخوان بسپرد     |
| دو مردیم هر دو دلیر و جوان  |  | سخن گوی و با مغز دو پهلوان    |
| دلیران لشکر همه کشته‌اند     |  | و گر زنده از رزم برگشته‌اند    |
| چرا بهر لشکر همه کشتن است   |  | وگر زنده از رزم برگشتن است    |
| میان را ببندیم و جنگ آوریم  |  | چو باید که کشور به چنگ آوریم  |
| ز ما هرک او گشت پیروز بخت   |  | بدو ماند این لشکر و تاج و تخت |
| ز رومی سخنها چو بشنید فور   |  | خریدار شد رزم او را به سور    |
| تن خویش را دید با زور شیر   |  | یکی باره چون اژدهای دلیر      |
| سکندر سواری بسان قلم        |  | سلیحی سبک بادپایی دژم         |
| بدو گفت کاینست آیین و راه   |  | بگردیم یک با دگر بی‌سپاه       |
| دو خنجر گرفتند هر دو به کف  |  | بگشتند چندان میان دو صف       |
| سکندر چو دید آن تن پیل مست  |  | یکی کوه زیر اژدهایی به دست    |
| به آورد ازو ماند اندر شگفت  |  | غمی شد دل از جان خود برگرفت   |
| همی گشت با او به آوردگاه    |  | خروشی برآمد ز پشت سپاه        |
| دل فور پر درد شد زان خروش   |  | بران سو کشیدش دل و چشم و گوش  |
| سکندر چو باد اندر آمد ز گرد |  | بزد تیغ تیزی بران شیر مرد     |
| ببرید پی بر بر و گردنش      |  | ز بالا به خاک اندر آمد تنش    |
| سر لشکر روم شد به آسمان     |  | برفتند گردان لشکر دمان        |

با کشته شدن فور سپاهیان او تسلیم می‌شوند و اسکندر آنها را می‌بخشد.